# اس‌ام یوبی-۳۳
اس‌ام یوبی-۳۳ (به انگلیسی: SM UB-33) یک زیردریایی بود. این زیردریایی در سال ۱۹۱۵ ساخته شد.